# Currie Cup 1988
La Currie Cup de 1988 fue la quincuagésima edición del principal torneo de rugby provincial de Sudáfrica.
El campeón fue el equipo de Northern Transvaal quienes obtuvieron su décimo quinto campeonato.

## Participantes

### Fase Final
| Equipo              | Título                   |
| ------------------- | ------------------------ |
| Northern Transvaal  | Ganador División A       |
| Western Province    | Segundo Lugar División A |
| Northern Free State | Ganador División B       |

### Semifinal
| 17 de septiembre | Northern Free State | 9 - 26 | Western Province | North West Stadium, Welkom |  |

### Final
| 1 de octubre | Northern Transvaal | 19 - 18 | Western Province | Loftus Versfeld, Pretoria |  |

### Campeón
| Bandera de Sudáfrica       |
| Campeón Northern Transvaal |
| Décimo quinto título       |